# Para-Zuid
Para-Zuid è un comune (ressort) del Suriname di 4.403 abitanti.
Il nome significa "sud".
Qui si trova il capoluogo del distretto, Onverwacht.